# إنجلترا في العصور الوسطى

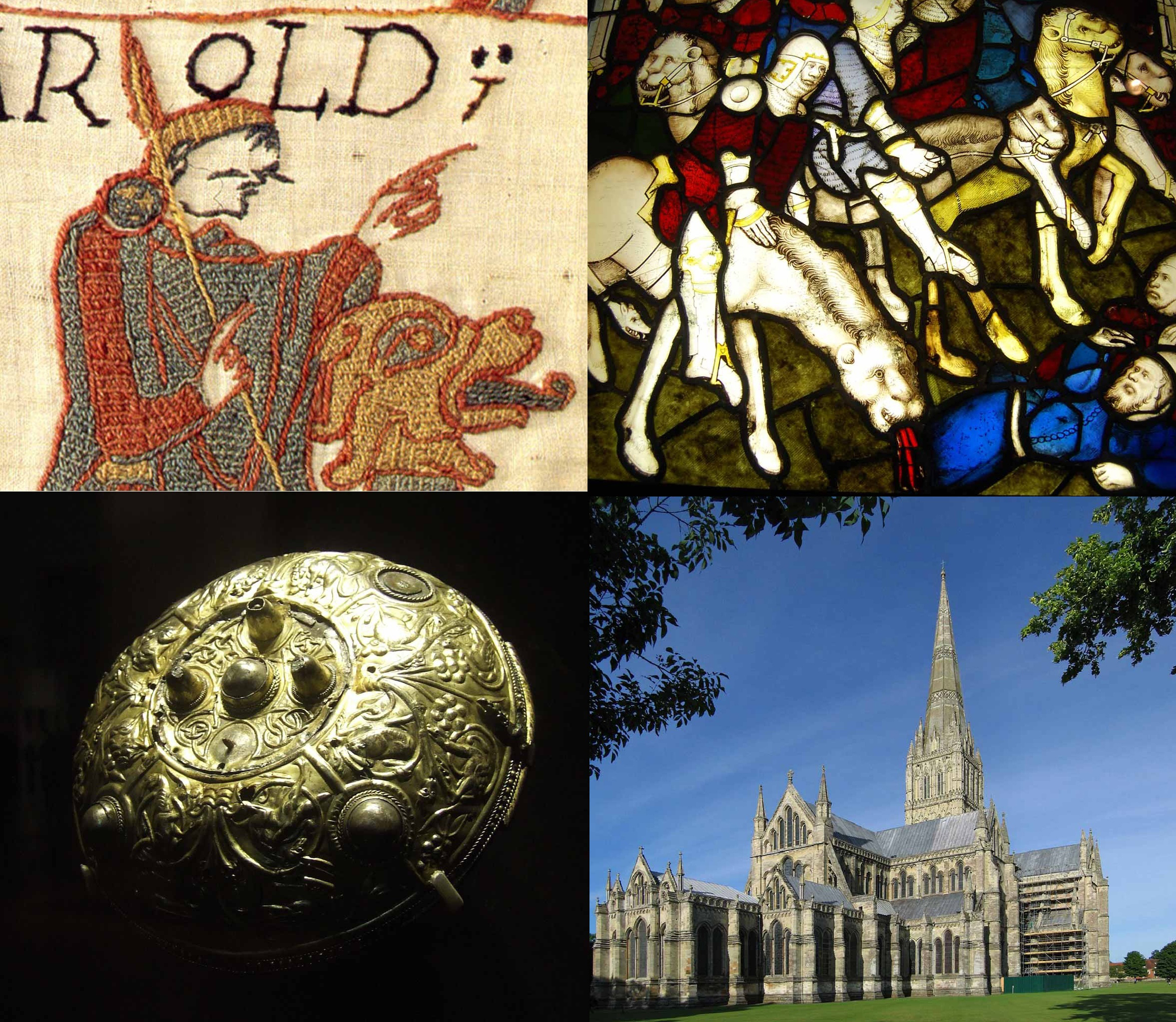

يهتم هذا المقال بتاريخ إنجلترا خلال مرحلة العصور الوسطى التي امتدت من نهاية القرن الخامس حتى بداية الفترة الحديثة المبكرة في عام 1485. خرجت إنجلترا بوضع اقتصادي يرثى له بعد انهيار الإمبراطورية الرومانية؛ الأمر الذي دفع السكان إلى ترك العديد من المدن. بدأت ثقافات وهويات جديدة بالظهور بعد عدة قرون من الهجرة الألمانية، وهو ما تطور فيما بعد لتصبح تلك الثقافات ممالك تتنافس فيما بينها على السلطة. ازدهرت ثقافة فنية غنية في الحقبة الأنجلوسكسونية؛ إذ أُنتجت خلالها العديد من القصائد الملحمية مثل بيوولف، وأنتج كذلك خلالها العديد من الأعمال المعدنية المتطورة. تحول الأنجلوسكسونيون في القرن السابع عشر إلى المسيحية وشيدوا بذلك مجموعة من الأديرة في جميع أنحاء إنجلترا. واجهت إنجلترا في القرنين الثامن والتاسع هجمات عنيفة من الفايكنغ، واستمر القتال حينها عدة عقود لينتهي أخيرًا بتأسيس ويسيكس التي اعتبرت أقوى الممالك محققةً تطورًا هامًا للهوية الإنجليزية. تمكنت إنجلترا من تكوين دولة قوية مركزية ذات اقتصاد عسكري قوي وناجح بحلول ستينيات القرن الحادي عشر رغم الأزمات المتكررة التي واجهتها الخلافة إضافة إلى السيطرة الدنماركية على السلطة في بدايات ذاك القرن. أدى الغزو النورماندي الذي شهدته إنجلترا عام 1066 إلى استبدال النخبة الأنجلوسكسونية بنبلاء النورمان والفرنسيين وأنصارهم؛ إذ سيطر وليم الفاتح وخلفاؤه على نظام الدولة في تلك الفترة وقاموا بإخماد الثورات المحلية وفرضوا سيطرتهم على السكان عن طريق شبكة من القلاع التي أقاموها. مارس الحكام الجدد الفكر الإقطاعي للسيطرة على البلاد وقضوا على ممارسة العبودية، لكنهم خلقوا مجموعة كبيرة من العمال غير الأحرار الذين أُطلق عليهم لقب «الأقنان». تغير وضع المرأة في المجتمع كذلك مع تغير القوانين المتعلقة بالأرض والسيادة.
تضاعف عدد سكان إنجلترا خلال القرنين الثاني عشر والثالث عشر ما أدى إلى توسع المدن والبلدان وتطور التجارة بمساعدة ارتفاع درجة الحرارة في الشمال الأوروبي. شهدت البلاد إنشاء أديرة جديدة بالإضافة إلى حدوث إصلاحات كنسية أدت إلى خلق خلاف وتوتر بين الملوك والأساقفة المتعاقبين. نشأت كذلك في تلك الفترة العديد من الحروب الأهلية التي أنهت الحكم النورماندي نتيجة الخلاف الأنجلونورماندي رغم كل ما شهده نظام الحكم والنظام القانوني في إنجلترا من تطورات. حمل القرن الرابع عشر إلى إنجلترا المجاعة الكبيرة والموت الأسود؛ إذ أدت تلك الكوارث إلى موت نصف سكان البلد في تلك الفترة، وهذا ما أدخل الاقتصاد في فوضى عارمة وأدى إلى عودة النظام السياسي القديم. ترتب على ذلك اضطرابات اجتماعية هامة؛ إذ بدأت ثورة الفلاحين عام 1381. بالمقابل، أدت التغيرات الاقتصادية إلى ظهور طبقة جديدة من النبلاء بدأت بممارستها للسلطة من خلال نظام سُمِّي بالإقطاع الوغد. هجر سكان القرى والمدن بيوتهم في تلك الفترة باحثين عن فرص عمل جديدة في البلدان والمدن المجاورة. ظهرت آنذاك العديد من التقنيات الجديدة وأخرجت إنجلترا ذاك الزمن العديد من الفلاسفة والعلماء.
تمكن الملوك الإنجليز من السيطرة على العرش الفرنسي؛ وهذا ما أشعل حرب المائة عام. حققت في هذه الفترة إنجلترا نشاطًا عسكريا هائلًا كان سببه الدعم الاقتصادي الذي تمكنت من الوصول إليه عن طريق تجارة الصوف والأقمشة الدولية. عانت البلاد أزمةً بحلول عام 1450 حين فشلت وانسحبت قواتها من فرنسا. تزايدت الاضطرابات الاجتماعية خلال تلك المرحلة ليتلو ذلك حدوث حرب الورود التي قامت بين الفصائل المتناحرة في الطبقة الإنجليزية النبيلة. كان انتصار هنري السابع عام 1485 الحد الفاصل بين نهاية العصور الوسطى في إنجلترا وبداية الحقبة الحديثة المبكرة.

## التاريخ السياسي

### العصور الوسطى المبكرة (600-1066)
كانت إنجلترا مع بدايات العصور الوسطى جزءًا من بريطانيا ضمن الإمبراطورية الرومانية التي سيطرت على الاقتصاد المحلي في تلك الفترة منفقةً الكثير من الأموال في سبيل تأسيس جيش عسكري ضخم ساهم بدوره في دعم شبكات معقدة من المدن والطرق والفيلات. انسحبت القوات الرومانية إلى حد كبير في نهاية القرن الرابع، وانهار هذا الاقتصاد. بدأت خلال القرن الخامس الهجرة الألمانية بالتزايد بشكل كبير، وأسس حينها المهاجرون الألمان العديد من المزارع الصغيرة والمستوطنات الخاصة بهم، وانتشرت لغتهم الإنجليزية القديمة بسرعة عندما تحول البريطانيون من اللغة السلتية الجزيرية واللغة اللاتينية البريطانية إلى لغة النخبة الجديدة من المهاجرين. ظهرت العديد من الهويات السياسية والاجتماعية من ضمنها شعب الأنجل في شرق إنجلترا وكذلك شعب الساكسون في الجنوب. وفي هذا السياق أقامت الجماعات المحلية مناطق وسياسات تحكمها عائلات وأفراد أقوياء.       
ظهر في القرن السابع بعض الحكام الذين اعتبروا أنفسهم ملوكًا وسكنوا في مراكز ملكية وجمعوا الجزية من المناطق المجاورة. أطلق على هذه الممالك باسم الممالك السبعة، ومن ضمن هؤلاء الحكام كان: حكام ويسيكس وآنجليا الشرقية وإيسيكس وكنت. برزت في القرن السابع مرسيا كمملكة بقيادة الملك بيندا. غزت هذه المملكة نحو 50 منطقة من المناطق المجاورة ما حقق توسعًا كبيرًا لها، واستمرت مرسيا مع العديد من المناطق المجاورة في التنافس والصراع على الأراضي طوال القرن الثامن بقيادة نخبة من المحاربين. أقيمت عدة أعمال ضخمة في مجال الحفر مثل السد الدفاعي الذي أقامه أوفا ملك مرسيا والذي كان له دورًا هامًا بالدفاع عن الحدود والمدن الرئيسية للبلاد. أطلقت الغارات الاسكندنافية الأولى على إنجلترا في عام 789، وازدادت هجمات الفايكنغ من حيث العدد والحجم واستمرت بالتطور حتى عام 865 ليظهر الجيش العظيم أو الدانيون الذين استولوا على يورك وهزموا مملكة آنجليا الشرقية.
سقطت في عام 875 و876 كل من مرسيا ونورثميرا، بينما نفي ألفريد ملك ويسيكس عام 878. رغم ذلك، تمكن ألفريد في نفس العام من تحقيق انتصار حاسم ضد الدنماركيين في معركة إدينغتون؛ إذ استغل الخوف من تهديدات الفايكنغ في جمع أكبر عدد ممكن من الرجال واستخدام شبكة من المدن كحصون في سبيل الدفاع عن أرضه وحشد الموارد الملكية. تمكن ألفريد من قمع المعارضة الداخلية لحكمه من خلال احتجازه الغزاة داخل منطقة تعرف باسم دانيللو. توسعت ويسيكس بقيادة ابنه الأكبر وحفيده شمالًا لتضم مرسيا ودانيللو، وبحلول خمسينيات القرن العاشر، استُرجِعَت يورك بشكل كامل ونهائي من الفايكنغ بقيادة إدريد وإدغار، ليصبح حكام غرب ساكسون ملوك القوم الإنجليز.
شكلت الخلافة الملكية إشكالًا كبيرًا مع وفاة إدغار، فبعد اغتياله تولى شقيقه إثيلريد السلطة عام 978، ولكن سوين فوريكيريد -ابن أحد الملوك الدنماركيين- قام بغزو إنجلترا بعد أن فشلت كل محاولات الرشوة التي قدمت إليه في سبيل التراجع عن الهجوم، وكانت النتيجة توليه للعرش عام 1013. قام كنوت ابن سوين بتصفية العديد من الأسر الإنجليزية بعد سيطرته على الحكم عام 1016، ولكن إدوارد ابن إثيلريد عاد في عام 1024 بعد أن كان في المنفى في نورماندي ليطالب بعرش والده. لم ينجب إدوارد أطفالًا مما أعاد إشعال نيران القلق حول العرش مرةً أخرى.
سيطرت فيما بعد عائلة غودوين على إنجلترا، وقد حصلت هذه العائلة على ثروتها الضخمة من أعمال القتل الدنماركية. عندما توفي إدوارد عام 1066، طالب هارولد جودوينسون بالعرش بعد أن هزم منافسه هارلد الثالث ملك النرويج في معركة ستامفورد بريدج.